# Indigofera rhodantha
Indigofera rhodantha är en ärtväxtart som beskrevs av Henry Georges Fourcade. Indigofera rhodantha ingår i släktet indigosläktet, och familjen ärtväxter. Inga underarter finns listade i Catalogue of Life.